# فصارر (قلنسية)

تعديل مصدري - تعديل

فصارر هي إحدى قرى عزلة قلنسية وعبد الكوري بمديرية قلنسية وعبد الكوري التابعة لمحافظة أرخبيل سقطرى، بلغ تعداد سكانها 62 نسمة حسب تعداد اليمن لعام 2004.